# USS Cronin (DE-704)
USS Cronin (DE-704/DEC-704) là một tàu hộ tống khu trục lớp Buckley được Hải quân Hoa Kỳ chế tạo trong Chiến tranh Thế giới thứ hai. Nó là chiếc tàu chiến thứ hai được đặt theo hạ sĩ quan Cornelius Cronin (1838–1912), người từng được tặng thưởng Huân chương Danh dự do chiến đấu dũng cảm trong Trận chiến vịnh Mobile năm 1864 trong khuôn khổ cuộc Nội chiến Hoa Kỳ. Nó đã phục vụ cho đến khi chiến tranh kết thúc, xuất biên chế năm 1946, nhưng được huy động trở lại trong giai đoạn từ năm 1951 đến năm 1953; cuối cùng con tàu bị đánh chìm như mục tiêu năm 1971.

## Thiết kế và chế tạo
Những chiếc thuộc lớp tàu hộ tống khu trục Buckley có chiều dài chung 306 ft (93 m), mạn tàu rộng 37 ft 1 in (11,30 m) và độ sâu mớn nước khi đầy tải là 11 ft 3 in (3,43 m). Chúng có trọng lượng choán nước tiêu chuẩn 1.400 tấn Anh (1.400 t); và lên đến 1.740 tấn Anh (1.770 t) khi đầy tải. Hệ thống động lực bao gồm hai turbine hơi nước General Electric công suất 13.500 mã lực (10.100 kW), dẫn động hai máy phát điện công suất 9.200 kilôwatt (12.300 hp) để vận hành hai trục chân vịt;  công suất 12.000 hp (8.900 kW) cho phép đạt được tốc độ tối đa 23 kn (26 mph; 43 km/h), và có dự trữ hành trình 6.000 nmi (6.900 mi; 11.000 km) khi di chuyển ở vận tốc đường trường 12 kn (14 mph; 22 km/h).
Vũ khí trang bị bao gồm ba pháo 3 in (76 mm)/50 cal trên tháp pháo nòng đơn có thể đối hạm hoặc phòng không, một khẩu đội 1,1 inch/75 caliber bốn nòng và tám pháo phòng không Oerlikon 20 mm. Vũ khí chống ngầm bao gồm một dàn súng cối chống tàu ngầm Hedgehog Mk. 10 (có 24 nòng và mang theo 144 quả đạn); hai đường ray Mk. 9 và tám máy phóng K3 Mk. 6 để thả mìn sâu. Khác biệt đáng kể so với lớp Evarts dẫn trước là chúng có thêm ba ống phóng ngư lôi Mark 15 21 inch (533 mm). Thủy thủ đoàn đầy đủ bao gồm 186 sĩ quan và thủy thủ.
Cronin được đặt lườn tại xưởng tàu của hãng Defoe Shipbuilding Company tại Bay City, Michigan vào ngày 19 tháng 10, 1943. Nó được hạ thủy vào ngày 5 tháng 1, 1944; được đỡ đầu bởi bà E. B. Cronin, con dâu hạ sĩ quan Cronin, và nhập biên chế vào ngày 5 tháng 5, 1944 dưới quyền chỉ huy của Hạm trưởng, Thiếu tá Hải quân Almon Goodwin Cooke.

## Lịch sử hoạt động
Sau khi hoàn tất việc chạy thử máy huấn luyện tại khu vực Bermuda và sửa chữa sau chạy thử máy, Cronin khởi hành từ New York vào ngày 21 tháng 7, 1944 để hộ tống một đoàn tàu vận tải vượt Đại Tây Dương sang Bizerte, Tunisia, rồi quay trở về Norfolk, Virginia vào ngày 7 tháng 9. Trong chuyến đi hộ tống vận tải vượt Đại Tây Dương thứ hai kéo dài từ ngày 2 tháng 10 đến ngày 18 tháng 11, nó đã cứu vớt 24 người sống sót từ chiếc SS George W. McKnight vào ngày 14 tháng 10, và đưa họ đến Palermo, Sicily. Đến ngày 16 tháng 12, nó khởi hành từ New York để đi sang khu vực Mặt trận Thái Bình Dương, đi đến đảo Manus thuộc quần đảo Admiralty vào ngày 22 tháng 1, 1945.
Trình diện để phục vụ cùng Bộ tư lệnh Tiền phương biển Philippine, Cronin hoạt động hộ tống vận tải tại khu vực Leyte cho đến khi Thế Chiến II kết thúc. Sau khi Nhật Bản chấp nhận đầu hàng vào ngày 15 tháng 8 giúp kết thúc cuộc xung đột, nó rời Manila vào ngày 30 tháng 8 để đi sang Okinawa, và từ đây hỗ trợ cho hoạt động chiếm đóng Trung Quốc. Nó hộ tống các tàu vận tải đi sang Jinsen, Triều Tiên, tháp tùng để bảo vệ tàu sân bay hộ tống Bougainville (CVE-100) làm nhiệm vụ vận chuyển máy bay đến Đại Cô Khẩu và Thanh Đảo trước khi tiếp tục hộ tống một đoàn tàu đổ bộ LST đi Jinsen. Rời Okinawa vào ngày 8 tháng 11 để quay trở về Hoa Kỳ, nó về đến Boston, Massachusetts vào ngày 15 tháng 12. Nó tiếp tục đi đến Green Cove Springs, Florida vào ngày 19 tháng 1, 1946, và được cho xuất biên chế tại đây vào ngày 31 tháng 5, 1946 và đưa về thành phần dự bị.
Đang khi trong thành phần hạm đội dự bị, Cronin được xếp lại lớp như một tàu kiểm soát hộ tống với ký hiệu lườn mới DEC-704 vào ngày 13 tháng 9, 1950. Sau khi được bổ sung những thiết bị liên lạc hiện đại, nó được cho tái biên chế trở lại vào ngày 9 tháng 2, 1951, tham gia các cuộc tập trận tại vùng biển Bắc Đại Tây Dương và hoạt động huấn luyện từ căn cứ Norfolk, Virginia, bao gồm hoạt động huấn luyện phối hợp với tàu ngầm ngoài khơi Key West, Florida trong tháng 3, 1953. Con tàu lại đi đến Green Cove Springs vào ngày 24 tháng 9, nơi nó được cho xuất biên chế lần sau cùng vào ngày 4 tháng 12, 1953 và đưa về thành phần dự bị. Con tàu được xếp lớp trở lại với ký hiệu lườn cũ DE-704 vào ngày 27 tháng 12, 1957, nhưng không bao giờ phục vụ trở lại.
Sau khi được rút tên khỏi danh sách Đăng bạ Hải quân vào ngày 1 tháng 6, 1970, Cronin được kéo ra khơi vào ngày 16 tháng 12, 1971, và bị đánh chìm như một mục tiêu thực hành không quân tại tọa độ 31°43′B 76°15′T / 31,717°B 76,25°T.

## Phần thưởng[3]
|  |  |  |
|  |  |  |
|  |  |  |

| Huân chương Phục vụ Trung Hoa        |                                                                         |                                                    |
| Huân chương Chiến dịch Hoa Kỳ        | Huân chương Chiến dịch Châu Á-Thái Bình Dương với 1 Ngôi sao Chiến trận | Huân chương Chiến dịch Châu Âu-Châu Phi-Trung Đông |
| Huân chương Chiến thắng Thế Chiến II | Huân chương Phục vụ Phòng vệ Quốc gia                                   | Huân chương Giải phóng Philippine (Philippine)     |